# Mariam Mamdouh Farid
Mariam Mamdouh Farid (* 1. Februar 1998) ist eine katarische Sprinterin und Hürdenläuferin, die sich auf die 400-Meter-Distanz spezialisiert.

## Sportliche Laufbahn
Erste internationale Erfahrungen sammelte Mariam Mamdouh Farid U20-Weltmeisterschaften 2016 in Bydgoszcz, bei denen sie mit 30,25 s in der ersten Runde des 200-Meter-Laufs ausschied. Zwei Jahre später nahm sie im Hürdenlauf an den Asienspielen in Jakarta teil, konnte sich dort aber mit 73,27 s ebenfalls nicht für das Finale qualifizieren. 2019 nahm sie im Hürdenlauf an den Asienmeisterschaften in Doha teil und schied dort mit 70,33 s in der ersten Runde aus. Dank einer Wildcard durfte sie bei den Heimweltmeisterschaften ebendort teilnehmen und schied dort mit neuer Bestleistung von 69,49 s im Vorlauf aus. 

## Persönliche Bestleistungen
- 200 Meter: 26,28 s, 2. März 2016 in Doha (katarischer Rekord)
- 400 m Hürden: 69,49 s, 1. Oktober 2019 in Doha